# Human (album de Brandy)
Pour les articles homonymes, voir Human.
Albums de Brandy
The Best of Brandy
(2005) Two Eleven
(2012)
Singles
1. Right Here (Departed)
Sortie : 9 septembre 2008
2. Long Distance
Sortie : 11 novembre 2008

Human est le cinquième album studio de Brandy, sorti en 2008.
L'album s'est classé 5e au Top R&B/Hip-Hop Albums et 15e au Billboard 200.

## Liste des titres
| No  | Titre                           | Auteur                                                             | Producteur(s)                       | Durée |
| --- | ------------------------------- | ------------------------------------------------------------------ | ----------------------------------- | ----- |
| 1.  | Human Intro                     |                                                                    |                                     | 0:19  |
| 2.  | The Definition                  | Rodney Jerkins, Crystal Johnson                                    | Darkchild, LaShawn Daniels          | 3:43  |
| 3.  | Warm It Up (With Love)          | Jerkins, Marvin « Tony » Hemmings, Jordan Omley                    | Jerkins, Omley                      | 4:03  |
| 4.  | Right Here (Departed)           | Jerkins, E. Kidd Bogart, David Quiñones, Victoria Horn, Erika Nuri | Jerkins, Daniels                    | 3:38  |
| 5.  | Piano Man                       | Jerkins, Hemmings, Omley                                           | Jerkins, Omley                      | 3:59  |
| 6.  | Long Distance Interlude         |                                                                    |                                     | 0:59  |
| 7.  | Long Distance                   | Bruno Mars, Philip Lawrence, Jerkins, Jeff Bhasker                 | Mars, Jerkins, Lawrence, Fauntleroy | 3:51  |
| 8.  | Camouflage                      | Jerkins, Claude Kelly                                              | Jerkins, D'Mile, Daniels            | 4:04  |
| 9.  | Torn Down                       | Kevin Risto, Waynne Nugent, Dapo Torimiro, James Fauntleroy        | Midi Mafia, Torimiro, Fauntleroy    | 3:53  |
| 10. | Human                           | Brandy Norwood, Toby Gad, Lindy Robbins, Jenny-Bea Englishman      | Gad, Norwood                        | 3:53  |
| 11. | Shattered Heart                 | Jerkins, Johnson, Daniels                                          | Jerkins, Daniels                    | 3:53  |
| 12. | True                            | Nadir Khayat, Kelly                                                | RedOne                              | 3:47  |
| 13. | A Capella (Something's Missing) | Kenneth Charles Coby, Chad C. Roper, LeChe D. Martin, Tiyon Mack   | Soundz                              | 3:34  |
| 14. | 1st & Love                      | Chauncey Hollis, Rich King, Christopher Breaux, Jesse Woodard      | Hit-Boy, Chase N. Cashe             | 3:20  |
| 15. | Fall                            | Brian Seals, Norwood, Natasha Bedingfield, Daniels                 | Brian Kennedy, Daniels              | 4:21  |

| 16. | Gonna Find My Love                                          | Norwood, Gad, Robbins                 | Gad                                         | 3:27  |
| 17. | Locket (Locked in Love)                                     | Breaux, King, Seals                   | Kennedy                                     | 3:46  |
| 18. | Right Here (Departed) (Remix) (featuring Sean Kingston)     | Jerkins, Bogart, Quiñones, Nuri, Horn | Jerkins, Daniels                            | 3:43  |
| 19. | Right Here (Departed) (Moto Blanco Radio Edit)              | Jerkins, Bogart, Quiñones, Nuri, Horn | Jerkins, Daniels, Moto Blanco               | 3:32  |
| 20. | Right Here (Departed) (Seamus Haji & Paul Emanuel Club Mix) | Jerkins, Bogart, Quiñones, Nuri, Horn | Jerkins, Daniels, Seamus Haji, Paul Emanuel | 10:53 |